# 525 Adelaide
525 Adelaide је астероид главног астероидног појаса чија средња удаљеност од Сунца износи 2,244 астрономских јединица (АЈ).
Апсолутна магнитуда астероида је 12,53 а геометријски албедо 0,040.